# IC 3518
IC 3518 је галаксија у сазвјежђу Дјевица која се налази на листи објеката дубоког неба у Индекс каталогу.
Деклинација објекта је + 9° 37' 26" а ректасцензија 12h 34m 31,3s. Привидна величина (магнитуда) објекта IC 3518 износи 14,1 а фотографска магнитуда 14,7. IC 3518 је још познат и под ознакама UGC 7734, CGCG 70-177, VCC 1567, PGC 41828.